# John Mulligan (bóng chày)
John Mulligan là vận động viên ném rổ chơi ở vị trí 3B (thứ ba) của giải bóng chày Major League. Anh đã chơi trận đấu vào ngày 14 tháng 6 năm 1884 cho đội Hiệp hội Liên minh Quốc gia Washington.